# Odontopera crocalliaria
Odontopera crocalliaria är en fjärilsart som beskrevs av Eugen Wehrli 1931. Odontopera crocalliaria ingår i släktet Odontopera och familjen mätare. Inga underarter finns listade i Catalogue of Life.